# Stadio Fabio Piccone
Lo stadio Fabio Piccone è lo stadio di calcio comunale della città di Celano, in Abruzzo, che ospita le partite casalinghe del Celano Calcio. Situato in via La Torre è dotato di manto in erba.

## Storia

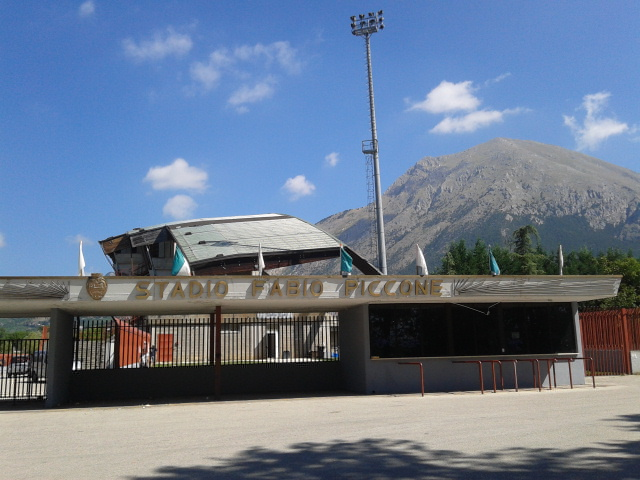
L'ingresso dell'impianto.

Lo stadio Fabio Piccone è il principale impianto calcistico del comune ed uno dei più grandi della Marsica. Costruita nel 1987 la struttura, in erba naturale, è dotata di una tribuna coperta che presenta una capienza pari a 2500 posti a sedere e di un'altra scoperta, adibita a settore ospiti che può ospitare circa 700 spettatori, per un totale di circa 3200 posti a sedere. Lo stadio è stato intitolato a Fabio Piccone, amministratore delegato della società calcistica denominata Celano FC Olimpia e figlio dell'ex presidente del club Ermanno Piccone, deceduto nel 2008 all'età 41 anni a causa di un incidente motociclistico.
Inaugurato in occasione della stagione di 1987-1988 ha ospitato le gare interne della squadra di calcio durante diversi tornei professionistici di serie C2 e di Lega Pro Seconda Divisione.
La struttura principale è affiancata dall'antistadio in erba utilizzato per la preparazione atletica e per gli allenamenti della principale squadra di calcio della cittadina castellana.
In precedenza le gare interne della principale squadra calcistica di Celano venivano disputate nell'impianto in pozzolana dello stadio comunale Bonaldi successivamente utilizzato dalle categorie giovanili, infine dismesso per la costruzione di un edificio scolastico.

## Dati tecnici
- Separazione interna: recinzione
- Tabellone elettronico: no
- Amplificazione sonora: sì
- Illuminazione campo: sì
- Tribuna Stampa: 25 (posti coperti in cabine)
- Cabine cronisti: 3
- Postazioni TV: 3
- Sala Stampa - Sala interviste
- Servizi igienici

- Centro della città: circa 1 chilometro
- Stazione ferroviaria più vicina: circa 1 chilometro e mezzo (Stazione di Celano-Ovindoli)
- Autostrada più vicina: circa 2 chilometro (casello autostradale di Aielli-Celano dell'A25)
- Aeroporti più vicini: 97 km (Aeroporto d'Abruzzo); 121 km (Aeroporto di Roma Ciampino); 147 km (Aeroporto di Roma Fiumicino).